# Nova (sistema operativo)
Nova è una distribuzione derivata da Ubuntu e sviluppata a Cuba a partire dal 2009 per l'interesse nazionale.

## Caratteristiche
È curata da una squadra di sessanta persone dell'Universidad de las Ciencias Informáticas (Università di scienze informatiche) e gode del supporto di enti della difesa..
Viene pubblicata in tre versioni distinte:
Escritorio
Per desktop basato sull'ambiente GNOME;
Ligero
Un desktop alleggerito dotato della shell Guano, sviluppata dal progetto Nova a partire da LXDE;
Servidor
Versione per server.

## Obiettivi
Nova è nata per garantire alla nazione cubana indipendenza tecnologica, sicurezza, adattabilità e sostenibilità.
La versione per server è stata voluta dal generale Ramiro Valdés come piattaforma sulla quale migrare i server statali.
Nel 2009 Hector Rodriguez, direttore della scuola di software libero dell'Universidad de las Ciencias Informáticas di Cuba, ha stimato che in quel momento nel paese allora il 20% delle macchine a Cuba facesse uso di sistemi Linux e ha ritenuto che tale distribuzione, pensata soprattutto per l'utente inesperto, potesse far lievitare la percentuale intorno al 50%.
Il progetto Nova si prefigge di garantire una più rapida informatizzazione dell'isola, ostacolata in parte dall'embargo a cui è sottoposta.
Il rilascio di Nova rappresenta anche una svolta all'insegna dalla distensione nell'isola dove Internet e le tecnologie connesse sono viste dal governo con un certo sospetto.
Il progetto cubano segue la scia di altri paesi del Sud America come il Brasile, che hanno deciso di sviluppare una propria distribuzione per contenere i costi connessi all'uso del software proprietario
e utilizzare anche macchine obsolete che non riuscirebbero a far fronte alla notevole richiesta di risorse dei più recenti sistemi della Microsoft.

## Storia
La prima versione, presentata all'edizione 2009 di Informàtica, la fiera internazionale cubana dell'informatica,
era basata sulla distribuzione Gentoo, mentre a partire dalla versione 2.1, pubblicata l'anno successivo, è avvenuto il definitivo passaggio ad Ubuntu come base di lavoro .
La versione 3.0, dall'interfaccia simile a quella di Windows 7, è stata presentata a Informática 2013.

### Versioni
- 1.1.2, pubblicata il 20 febbraio 2009[2];
- 2.0, pubblicata il 2 dicembre 2009[2];
- 2.1, pubblicata il 4 giugno 2010[2];
- 3.0 (2011), aggiornata il 17 maggio 2012[8].
- 4.0 (2013), pubblicata il 7 maggio 2014[2], aggiornata il 2 febbraio 2015[9].
- 6.0 (2018) pubblicata il 9 novembre 2018 https://web.archive.org/web/20181114010829/https://www.nova.cu/es